# Mikrooxigenation
Mikrooxigenation ist eine Weinherstellungs-Technologie, bei der durch fein dosiertes Zuführen von reinem Sauerstoff zum Most oder jungen Wein die farbliche oder auch die geschmackliche Entwicklung eines Weines beeinflusst werden kann. Der häufig benutzte Begriff „Mikrooxidation“ ist ungenau, da die Oxidation des Weines nur die direkte Folge der Oxigenation (also der aktiven Hinzugabe von Sauerstoff) ist.
Ziele der Sauerstoff-Zufuhr sind:
- die Stabilisierung der Farbe und Farbvertiefung (beim Rotwein)
- die Gerbstoff-Verfeinerung (Rotwein)
- die Verhinderung von Böckser-Aromen (Rot- und Weißwein).

Die kontinuierliche Zugabe erfolgt frühestens nach dem Abpressen der Maische, spätestens aber nach dem biologischen Säureabbau.
Bei der Mikrooxigenation werden nur minimale Sauerstoffmengen hinzugegeben, so dass der Oxidationsprozess sich auf die Produktion kleinster Mengen von Acetaldehyd beschränkt. Diese Menge ist nicht mehr geschmacksbildend, fördert jedoch die Verkettung langer Polyphenole (siehe hierzu auch den Artikel Phenole im Wein). Da in der Gruppe der Polyphenole sowohl die Farbstoffe als auch die Gerbstoffe des Weines enthalten sind, hat die Verkettung langer Polyphenol-Moleküle die Effekte einer Farbstabilisierung und einer Verfeinerung der Gerbstoffe zur Folge. Die Weine werden sensorisch fruchtiger und samtiger und ähneln eher Weinen, die 2 bis 5 Jahre gealtert sind, ohne jedoch ihre Fruchtigkeit zu verlieren (→ Aromen im Wein). Im Wesentlichen werden damit Reifungsprozesse, die sonst im kleinen Holzfass wie zum Beispiel dem Barrique stattfinden, zeitlich abgekürzt und noch beherrschbarer gemacht.
Die Mikrooxigenation unterscheidet sich ganz wesentlich vom bewusst oxidativen Ausbau bestimmter Weintypen wie zum Beispiel dem Sherry. Bei solchen Weintypen erfolgt oft die Oxidation über mehrere Jahre über die Weinoberfläche. Mit dem Sauerstoff der Luft werden erhebliche Mengen von Alkohol in Acetaldehyd oxidiert. Dieses Acetaldehyd reagiert in der Folge weiter und trägt zur geschmacklichen Prägung des Weines durch den typischen Sherryton bei. Außerdem oxidieren die roten Farbstoffe des Weines, die Anthocyane. Die Folge: Der Wein verliert die rote Farbe und wird bräunlich.
Erste erfolgversprechende Versuche mit der Mikrooxigenation machte Patrick Ducourneau im Jahr 1991. Seine Ziele waren es, den sehr hohen Gerbstoffgehalt der Rebsorte Tannat zu reduzieren. Das Resultat seiner Untersuchungen stellte er 1995 auf dem 5. Symposium international d’oenologie vor.
Ein einflussreicher Befürworter dieser Technik ist der Önologe Michel Rolland.